# جورج ويليام كوك
جورج ويليام كوك (بالإنجليزية: George William Cook)‏ هو مربي أمريكي، ولد في 7 يناير 1855 في وينشستر في الولايات المتحدة، وتوفي في 20 أغسطس 1931 في فيلادلفيا في الولايات المتحدة.